# Udara owgarra
Udara owgarra är en fjärilsart som beskrevs av Bethune-Baker 1906. Udara owgarra ingår i släktet Udara och familjen juvelvingar. Inga underarter finns listade i Catalogue of Life.

## Bildgalleri

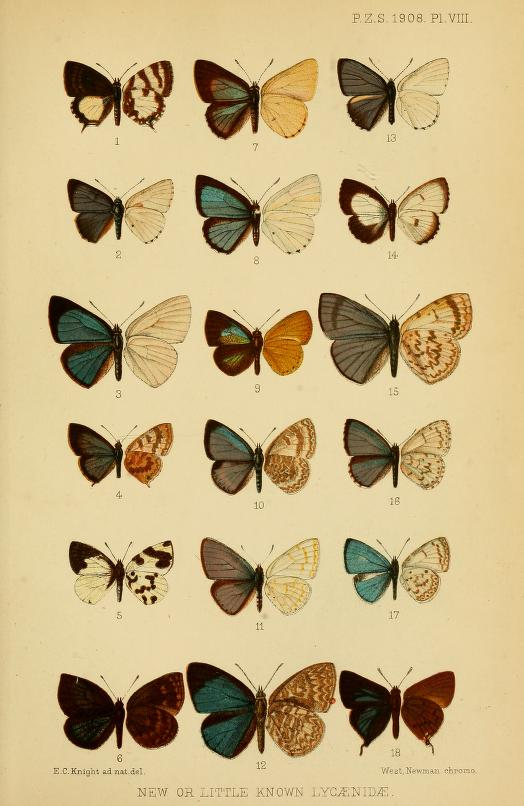